# 1968年夏季奥林匹克运动会哥伦比亚代表团
1968年夏季奥林匹克运动会哥伦比亚代表团是哥伦比亚派出的1968年夏季奥林匹克运动会代表团。